# ماتياس ميتي
ماتياس ميتي (بالتركية: Mattias Mete)‏ (30 مايو 1987 بستوكهولم في السويد - ) هو لاعب كرة قدم تركي في مركز الهجوم. شارك مع منتخب السويد تحت 17 سنة لكرة القدم ومنتخب السويد تحت 19 سنة لكرة القدم. أما مع النوادي، فقد لعب مع أتفدابيرجس وشانلي أورفا سبور ونادي دلكورد ونادي سيريانسكا ونادي فيستيروس ‏ وÇanakkale Dardanelspor ‏ وArameisk-Syrianska IF ‏ وHusqvarna FF ‏ وSyrianska IF Kerburan ‏.

## وصلات خارجية
- ماتياس ميتي على موقع اتحاد السويد (السويدية)
- ماتياس ميتي على موقع اتحاد تركيا (لاعب) (الإنجليزية)
- ماتياس ميتي على موقع قاعدة بيانات كرة القدم.إي يو (الإنجليزية)
- ماتياس ميتي على موقع Soccerway.com (الإنجليزية)
- ماتياس ميتي على موقع عالم كرة القدم.نت (الإنجليزية)